# Hjoksin állomás
Hjoksin állomás (hangul: 혁신역, Hjoksin-jok, handzsa: 革新驛, RR: Hyŏksin-yŏk, ’Újítás’) állomás Észak-Koreában, Phenjan Pothonggang-kujok (Pot'onggang-kuyŏk) városrészén, a phenjani metró vonalán. 1975. szeptember 9-én adták át. Az állomás közelében található a Nyugat-Phenjani Szálloda.
| Hjoksin vonal                             | Hjoksin vonal | Hjoksin vonal                             |
| ----------------------------------------- | ------------- | ----------------------------------------- |
| Konszol (Kŏnsŏl) Kvangbok (Kwangbok) felé | metróvonal    | Csonszung (Chŏnsŭng) Ragvon (Ragwŏn) felé |